# Île Barclay
L'île Barclay (en anglais, Barclay Island; en espagnol, Isla Barclay) est une des îles Malouines (en anglais, Falkland Islands; en espagnol, Islas Malvinas).